# 新戈里亚诺沃农村居民点
新戈里亚诺沃农村居民点（俄语：Новогоряновское сельское поселение）是俄罗斯联邦伊万诺沃州捷伊科沃区所属的一个农村居民点。其下辖有4个居民点，行政中心为新戈里亚诺沃。据2016年统计，该农村居民点的人口为1238人。